# Spadella nunezi
Spadella nunezi är en djurart som tillhör fylumet pilmaskar, och som beskrevs av Casanova och Moreau 2004. Spadella nunezi ingår i släktet Spadella och familjen Spadellidae. Inga underarter finns listade i Catalogue of Life.